# Fissiculata
Fissiculata — ряд викопних голкошкірих вимерлого класу Бластоїдеї (Blastoidea), інколи розглядається у ранзі підкласу.

## Опис
Щілини гідроспір звичайно видні ззовні. Спіракули дуже зредуковані або взагалі відсутні.

## Класифікація
Ряд містить три родини:
- Astrocrinidae
- Codasteridae
- Orophocrinidae